# George Burritt Sennett
Pour les articles homonymes, voir Sennett.
George Burritt Sennett est un ornithologue américain, né le 28 juillet 1840 à Sinclairville dans l'État de New York et mort le 18 mars 1900 à Youngstown dans l'Ohio.

## Biographie
Très jeune, il voyage en Europe et visite l'Autriche, la Bavière et l'Allemagne, passant beaucoup de temps à Paris, Vienne et Nuremberg.
À son retour, il entreprend une carrière d'homme d'affaires et passe l'essentiel de sa vie en Pennsylvanie.
Il commence à s'intéresser aux oiseaux en 1873 ou 1874 et débute la constitution d'une collection. Il entreprend également une correspondance avec Elliott Coues avec lequel il se lie d'amitié.
À partir de 1876, il commence à organiser des expéditions ornithologiques afin d'enrichir sa collection. Chacune d'entre elles lui offre l'occasion de publier des listes commentées des oiseaux capturés. Ainsi, en 1878 et en 1879, il fait paraître plusieurs articles sur les oiseaux du Texas.
En 1883, il donne ses collections d'oiseaux (près de 8 000 peaux et de nombreux nids et œufs) et de mammifères (en provenance surtout du Texas et du Nord-Est du Mexique) à l'American Museum of Natural History de New York.
À partir des années 1886, il participe aux campagnes de protection des nids d'oiseaux, notamment de ceux des cormorans, des pélicans, des hérons, etc. En 1890, il tente d'obtenir l'établissement d'une législation de protection en faveur des oiseaux, de leurs nids et de leurs œufs.
Il décrit une dizaine d'espèces et de sous-espèces nouvelles, toutes dans la revue The Auk.
Un mammifère et un insecte lui sont dédiés.